# Серая зона
«Серая зона» — исторический драматический фильм Тима Блейка Нельсона 2001 года. Фильм рассказывает о реальных событиях, связанных с двенадцатой зондеркомандой в Освенциме II — Биркенау, состоявшей из евреев, выходцев из Венгрии. Съёмки фильма проходили в Болгарии. Фильм основан на свидетельстве очевидца доктора Миклоша Нисли, венгерского еврея, назначенного доктором Йозефом Менгеле для оказания помощи в проведении медицинских экспериментов над заключёнными лагеря.

## Сюжет
Фильм Тима Блейка Нельсона основан на реальной истории и повествует о подразделении Зондеркоманды, которое состояло из евреев и помогало нацистам убивать евреев. Члены Зондеркоманды раздевали узников, забирали у них ценности и вели в газовые камеры. После убийств они мыли газовые камеры и вынимали из трупов золотые зубы, а также стригли волосы. Далее они переносили тела в места их уничтожения (чаще всего в крематории). Всех, кто не желал делать такую "работу", немцы убивали. Рабочий день был 14-часовой, но у них были многие поблажки: увеличенные нормы питания, сигареты, алкоголь. За хорошую работу могли даже позволить пожить на месяц другой дольше, но потом всё равно СС от них избавлялись и заменяли новыми помощниками.
Единственный раз за всю историю Зондеркоманды пленные евреи решились на восстание во имя спасения жизней других евреев, понимая, что самих себя спасти они не смогут.

## В ролях
| Актёр             | Роль            |
| ----------------- | --------------- |
| Дэвид Аркетт      | Хоффман         |
| Велизар Бинев     | Отто Молль      |
| Стив Бушеми       | «Хеш» Абрамович |
| Дэвид Чандлер     | Макс Розенталь  |
| Аллан Кордюнер    | Миклош Нисли    |
| Дэниэл Бензали    | Симон Шлермер   |
| Мира Сорвино      | Дина            |
| Майкл Стулбарг    | Коэн            |
| Харви Кейтель     | Обершарфюрер СС |
| Наташа Лионн      | Роза            |
| Генри Страм       | Менгеле         |
| Лиза Бенавидес    | Аня             |
| Димитр Иванов     | старый          |
| Камелия Григорова | девочка         |
| Брайан Ф. О’Бирн  | гестаповец      |

## Отзывы и награды
- Номинация на «Золотую раковину» Международного кинофестиваля в Сан-Себастьяне (2001);
- Награда Национального совета по рассмотрению свободы слова (2002)[1].

Историк кино о Холокосте Рич Браунштейн назвал его «величайшим фильмом о Холокосте, когда-либо созданным».